# Acianthera morilloi
Acianthera morilloi là một loài thực vật có hoa trong họ Lan. Loài này được (Carnevali & I.Ramírez) Luer mô tả khoa học đầu tiên năm 2004.